# Crkva Presvetog Srca Isusova u Foči
Crkva Presvetog Srca Isusova je bila katolička crkva u Foči.
Nakon austro-ugarske okupacije Bosne i Hercegovine stvorili su se povoljni politički i sigurnosni uvjeti za mjesne katolike koji su nakon više stoljeća osmanlijske uprave, tijekom koje se nije smjelo graditi nove crkve niti obnavljati stare, odlučili sagraditi svoju crkvu. Stoga su godine 1886. mjesni katolici osnovali prvi Odbor za izgradnju crkve. Prikupljali su milodare za gradnju crkve, no projekt je zastao jer nije bilo zemljišta na kojem bi sagradili crkvu, niti su mjesne vlasti imale razumijevanja. Godine 1911. odlučili su ponovo pokrenuti Odbor za izgradnju crkve. Mjeseca kolovoza iste godine češki je arhitekt Anton Möller iz Varnsdorfa u Češkoj izradio projekt za katoličku crkvu u Foči. Zemljište i dalje nisu mogli naći, zbog čega su se Fočaci morali obratiti samomu bečkom dvoru. Dvor je reagirao i poslao izaslanstvo u Foču. Od civilnih je vlasti zahtijevao pronaći mjesto za izgradnju crkve i to u samomu središtu grada. Gradske su vlasti morale udovoljiti carskom isaslanstvu, no nikoga nisu mogle nagovoriti na prodaju zemljišta za crkvu, pa je na kraju intervenirao car i kralj Franjo Josip I. Situacija je postala vrlo ozbiljna i nitko nije htio priznati caru da nitko ne želi prodati svoje zemljište za izgradnju katoličke crkve. Tada je Zulfikarpašić, fočanski gradonačelnik, odlučio dati svoje zemljište u središtu grada površine oko 6000 m². Nakon što se napokon izborilo lokaciju, krenulo se i s financijskom konstrukcijom. Prilozi su stizali odasvud, a po BiH ih je prikupljao Fočak Alois Vinšalek, katolik - po narodnosti Čeh. Za crkvu je mnogo novaca dao i car Franjo Josip I. te princeza od Burbona - grofica Bardi. Temeljni je kamen postavljen i blagoslovljen 18. kolovoza 1913. godine. Crkva je dovršena 1914., a na toranj su postavljena tri "krasna zvona", na obljetnicu blagoslova temeljnoga kamena, 18. kolovoza 1914. godine. Posvećena je Presvetomu Srcu Isusovu. Crkva sa zvonikom izgrađena je u secesijskom stilu, u aleji jablana. Veličanstvena je građevina Foči davala posebno obilježje sve do 1943. godine. Te je godine teško oštećena u zračnom bombardiranju. Poslije nije popravljena. Nakon rata mjesne su vlasti donijele odluku o potpunu uklanjanju ruševina, 1947./1948. godine. Nesloboda katoličanstva u Foči nastavljena je i poslije. Ne samo da su uklonjeni zadnji tragovi crkve, nego je crkvi oduzeto zemljište, unatoč protivljenju Biskupskoga ordinarijata u Mostaru i mjesnih katolika. Mjeseca prosinca 1954. Državni sekretarijat za poslove opće uprave i budžet NR BiH dekretom je dopustio potpunu eksproprijaciju teško izborenog zemljišta na kojem je stajala katolička crkva. Eksproprijacija je izvršena radi izgradnje gimnazije, kao da drugih povoljnih lokacija u Foči nije postojalo. Danas nema niti gimnazije radi koje je eksproprirano zemljište.
Godine je 2011. eksproprirano zemljište na desnoj obali Čehotine katolička Crkva zatražila nazad. Katolički župnik Župe nevesinjske i kancelar i ekonom Mostarsko-duvanjske i Trebinjsko-mrkanske biskupije don Ante Luburić zamolio je 30. listopada 2011. fočanske općinske vlasti za pomoć radi vraćanja oduzete zemlje. Župnik je izrazio da bi u crkvi bili zadovoljni i da joj se kao zamjenu za oduzeto zemljište ponudi neka druga lokacija u Foči, na kojoj bi katolici mogli izgraditi vjerski objekt za mise i druge skupove.

## Knjige
- Anton Šarac, Katolička crkva u fočanskom i čajničkom kraju: monografija u povodu 100. obljetnice izgradnje Katoličke crkve Presvetoga srca Isusova u Foči (1914. – 2014.), grafička obradba Gorana Sudara, tisak tiskare Ante Sutona iz Širokoga Brijega, Župa Uznesenja B. D. Marije, Nevesinje, 2014.[2]

## Vanjske poveznice
- Župa Uznesenja BDM - Nevesinje Foča - stare fotografije katoličke crkve Presvetoga Srca Isusova
- Iz projekta katoličke crkve u Foči, 1911.